# ポラーリ
『ポラーリ』(Polari）は、イングランドのシンガーソングライター、オリー・アレクサンダーのデビュー・
アルバム、2025年2月7日にポリドール・レコードから発売された、ダニー・L・ハールとともにプロデュースを手掛けた本作はイヤーズ・アンド・イヤーズ解散後、オリー・アレクサンダー名義では初のアルバムであり、イヤーズ・アンド・イヤーズ名義を含めると2022年の『ナイト・コール』に続くアルバムである。アルバムのタイトルはイギリスのLGBTコミュニティで使われているスラングの一種。アルバム発売の同年にはアルバムを引っ提げた『アップ・クローズ・アンド・ポラーリ・ツアー』も開催される。
アレクサンダーによると、アルバムはエレクトロ・ポップと、ペット・ショップ・ボーイズ、ケイト・ブッシュ、イレイジャーに代表される1980年代の音楽に影響されている。
アルバムからは先行シングルとして「キューピッドズ・バウ」、「アーチェンジェル」、「ウェン・ウィー・キス」が発売され、アルバムにはユーロビジョン・ソング・コンテスト2024のイギリス代表として披露した「ディジー」も含まれている。

## 収録曲
| 全作詞・作曲: オリー・アレクサンダー・ Danny L Harle、「メイク・ミー・マン」のみ Vince Clarkeと共作。 |                                                            |                                                                                          |                                                                                          |                                                      |      |
| # | タイトル                                                   | 作詞                                                                                     | 作曲・編曲                                                                               | プロデューサー                                       | 時間 |
| 1. | 「ポラーリ」(Polari)                                       | オリー・アレクサンダー ・ Danny L Harle 、「メイク・ミー・マン」のみ Vince Clarke と共作 | オリー・アレクサンダー ・ Danny L Harle 、「メイク・ミー・マン」のみ Vince Clarke と共作 | Danny L Harle Cameron Gower-Poole [v]                | 1:27 |
| 2. | 「キューピッドズ・バウ」(Cupid's Bow)                      | オリー・アレクサンダー ・ Danny L Harle 、「メイク・ミー・マン」のみ Vince Clarke と共作 | オリー・アレクサンダー ・ Danny L Harle 、「メイク・ミー・マン」のみ Vince Clarke と共作 | Harle Finn Keane [a] Gower-Poole [v]                 | 2:51 |
| 3. | 「アイ・ノウ」(I Know)                                     | オリー・アレクサンダー ・ Danny L Harle 、「メイク・ミー・マン」のみ Vince Clarke と共作 | オリー・アレクサンダー ・ Danny L Harle 、「メイク・ミー・マン」のみ Vince Clarke と共作 | Harle Gower-Poole [v]                                | 2:51 |
| 4. | 「シャドウ・オブ・ラヴ」(Shadow of Love)                   | オリー・アレクサンダー ・ Danny L Harle 、「メイク・ミー・マン」のみ Vince Clarke と共作 | オリー・アレクサンダー ・ Danny L Harle 、「メイク・ミー・マン」のみ Vince Clarke と共作 | Harle Gower-Poole [v]                                | 3:32 |
| 5. | 「メイク・ミー・ア・マン」(Make Me a Man)                  | オリー・アレクサンダー ・ Danny L Harle 、「メイク・ミー・マン」のみ Vince Clarke と共作 | オリー・アレクサンダー ・ Danny L Harle 、「メイク・ミー・マン」のみ Vince Clarke と共作 | Alexander Harle [c] Vince Clarke [c] Gower-Poole [v] | 3:07 |
| 6. | 「ディジー」(Dizzy)                                        | オリー・アレクサンダー ・ Danny L Harle 、「メイク・ミー・マン」のみ Vince Clarke と共作 | オリー・アレクサンダー ・ Danny L Harle 、「メイク・ミー・マン」のみ Vince Clarke と共作 | Harle Keane [a] Gower-Poole [v]                      | 2:52 |
| 7. | 「アーチェンジェル」(Archangel)                            | オリー・アレクサンダー ・ Danny L Harle 、「メイク・ミー・マン」のみ Vince Clarke と共作 | オリー・アレクサンダー ・ Danny L Harle 、「メイク・ミー・マン」のみ Vince Clarke と共作 | Harle Gower-Poole [v]                                | 3:22 |
| 8. | 「ミス・ユー・ソー・マッチ」(Miss You So Much)             | オリー・アレクサンダー ・ Danny L Harle 、「メイク・ミー・マン」のみ Vince Clarke と共作 | オリー・アレクサンダー ・ Danny L Harle 、「メイク・ミー・マン」のみ Vince Clarke と共作 | Harle Gower-Poole [v]                                | 3:24 |
| 9. | 「ウェン・ウィー・キス」(When We Kiss)                     | オリー・アレクサンダー ・ Danny L Harle 、「メイク・ミー・マン」のみ Vince Clarke と共作 | オリー・アレクサンダー ・ Danny L Harle 、「メイク・ミー・マン」のみ Vince Clarke と共作 | Harle Keane [a] Gower-Poole [v]                      | 3:32 |
| 10.                                                                                                   | 「ウィスパー・イン・ザ・ウェーヴス」(Whisper in the Waves) | オリー・アレクサンダー ・ Danny L Harle 、「メイク・ミー・マン」のみ Vince Clarke と共作 | オリー・アレクサンダー ・ Danny L Harle 、「メイク・ミー・マン」のみ Vince Clarke と共作 | Harle Gower-Poole [v]                                | 3:29 |
| 11.                                                                                                   | 「ビューティフル」(Beautiful)                              | オリー・アレクサンダー ・ Danny L Harle 、「メイク・ミー・マン」のみ Vince Clarke と共作 | オリー・アレクサンダー ・ Danny L Harle 、「メイク・ミー・マン」のみ Vince Clarke と共作 | Harle Gower-Poole [v]                                | 2:52 |
| 12.                                                                                                   | 「ヒール・ユー」(Heal You)                                 | オリー・アレクサンダー ・ Danny L Harle 、「メイク・ミー・マン」のみ Vince Clarke と共作 | オリー・アレクサンダー ・ Danny L Harle 、「メイク・ミー・マン」のみ Vince Clarke と共作 | Harle Keane [a] Gower-Poole [v]                      | 3:12 |
| 13.                                                                                                   | 「ランゲージ」(Language)                                   | オリー・アレクサンダー ・ Danny L Harle 、「メイク・ミー・マン」のみ Vince Clarke と共作 | オリー・アレクサンダー ・ Danny L Harle 、「メイク・ミー・マン」のみ Vince Clarke と共作 | Harle Gower-Poole [v]                                | 3:44 |
| 合計時間:                                                                                             | 合計時間:                                                  | 合計時間:                                                                                | 40:15                                                                                    |                                                      |      |

備考
- ^[c] 共同プロデューサーとして参加。
- ^[a] アディショナル・プロデューサーとして参加。
- ^[v] ヴォーカル・プロデューサーとして参加。

## 参加ミュージシャン

### ミュージシャン
- オリー・アレクサンダー – ヴォーカル
- Danny L Harle – ドラム・プログラミング、エレクトリック・ベース・ギター、キーボード、プログラミング、シンセサイザー（全曲）、ダブル・ベース
- Finn Keane – ドラム、キーボード、プログラミング（2,6,9,12)
- Vince Clarke – アコースティック・ギター、ドラム・プログラミング、パーカッション（5)

### テクニカル
- Matt Colton –　マスタリング 1–5, 7–13)
- Randy Merrill – マスタリング (6)
- Eric J – ミキシング (1, 2)
- Geoff Swan – ミキシング (4, 5, 7–13)
- Mark "Spike" Stent – ミキシング(6)
- Kieran Beardmore – ミキシング (6)
- Matt Wolach – ミキシング (6)

## チャート
| チャート (2025)              | 最高 順位 |
| ---------------------------- | --------- |
| ベルギー (Ultratop Flanders) | 126       |
| スコットランド (OCC)         | 6         |
| UK アルバムズ (OCC)          | 17        |

## 発売日履歴
| 発売地域 | 発売日       | 発売形態                        | レーベル   | 出典          |
| -------- | ------------ | ------------------------------- | ---------- | ------------- |
| 全世界   | 2025年2月7日 | CD LP カセット                  | ポリドール | [ 11 ] [ 12 ] |
| 全世界   | 2025年2月7日 | 音楽ダウンロード ストリーミング | ポリドール | [ 13 ]        |